# Los Flechazos
Los Flechazos (dt. = Liebesqualen) ist der Name einer ehemaligen spanischen Pop-Band, deren Musikrichtung stark von den britischen Rhythmen Ende der 60er Jahre geprägt war.
Neben zahlreichen Eigenkompositionen gehörten auch Coverversionen von Liedern anderer Interpreten z. B. der Ruperts People sowie von Phil Spector zum Repertoire der Band.

## Bandgeschichte
Los Flechazos wurden im Jahr 1986 in León gegründet und lösten sich zwölf Jahre später wieder auf. Der Frontmann der Band, Alejandro Díez Garin, ist mittlerweile bekannt durch sein neues Projekt namens "Cooper".

## Diskografie
- 1988: Viviendo en la era pop (DRO)
- 1989: En el club (DRO)
- 1991: Preparados, listos, ya! (DRO)
- 1992: En acción! (DRO)
- 1993: El sorprendente sonido de Los Flechazos (DRO)
- 1995: Alta fidelidad (ELEFANT)
- 1996: Haciendo astillas el reloj (DRO)
- 1996: Dias grises (ELEFANT)
- 1996: Pussycat (FORTUNE; Live-Album von der Beat-O-Mania)
- 2007: Live at Purple Weekend (Ediciones Del Lobo Sapiens)